# María del Pilar Teresa Cayetana de Silva y Álvarez de Toledo
María del Pilar Teresa Cayetana de Silva y Álvarez de Toledo, 13. księżna Alba (ur. 10 czerwca 1762 w Sewilli, zm. 23 lipca 1802 w Madrycie) – arystokratka hiszpańska. Patronka i muza hiszpańskiego malarza Francisca Goi.
Poślubiła swojego brata ciotecznego José Maríę Álvareza de Toledo y Gonzaga, 15. księcia Medina-Sidonia, 11. księcia Montalto, 9. księcia Bivona, 11. markiza Los Vélez, 11. markiza Villafranca del Bierzo i 19. hrabiego Niebla (ur. 17 czerwca 1756, w Madrycie, zm. 9 lipca 1798 w Sewilli). Nie miała dzieci, jedynie adoptowaną córkę Maríę de la Luz.
Zmarła w tajemniczych okolicznościach w wieku 40 lat; prawdopodobnie z powodu gorączki, ale w licznych powieściach pojawiają się inne powody jej śmierci, m.in. otrucie.